# Ujuang Gadiang
Ujuang Gadiang is een bestuurslaag in het regentschap West-Pasaman van de provincie West-Sumatra, Indonesië. Ujuang Gadiang telt 41.924 inwoners (volkstelling 2010).